# Clidemia auriantiaca
Clidemia auriantiaca är en tvåhjärtbladig växtart som beskrevs av Frank Almeda och Kriebel. Clidemia auriantiaca ingår i släktet Clidemia och familjen Melastomataceae. Inga underarter finns listade i Catalogue of Life.